# Eitoku (japansk era)
Eitoku (japanska: 永徳?, Ei-toku), 1381–1384, är en kort period i den japanska tideräkningen, vid det delade Japans norra tron. Eitoku infaller under södra tronens Kōwa. Kejsare vid den norra tronen var Go-Enyū och Go-Komatsu. Shogun var Ashikaga Yoshimitsu.